# Santa Rosa, Tamazulápam del Espíritu Santo
Santa Rosa är en ort i Mexiko.   Den ligger i kommunen Tamazulápam del Espíritu Santo och delstaten Oaxaca, i den sydöstra delen av landet, 400 km sydost om huvudstaden Mexico City. Santa Rosa ligger 1 815 meter över havet och antalet invånare är 175.
Terrängen runt Santa Rosa är kuperad åt sydväst, men åt nordost är den bergig. Runt Santa Rosa är det ganska tätbefolkat, med 62 invånare per kvadratkilometer. Närmaste större samhälle är Tamazulápam del Espíritu Santo, 1,7 km öster om Santa Rosa. I omgivningarna runt Santa Rosa växer i huvudsak blandskog.